# Ricardo Balbín
Ricardo Balbín Morales (Buenos Aires, 29 de julio de 1904 - La Plata, 9 de septiembre de 1981) fue un político y abogado argentino. Fue una de las figuras más notables de la Unión Cívica Radical (UCR), partido político cuyo comité nacional presidió entre 1959 (como Unión Cívica Radical del Pueblo), hasta su muerte en septiembre de 1981, y por el que fue candidato a presidente de la Nación en cuatro oportunidades: 1951, 1958, y las dos elecciones de 1973 (marzo y septiembre).
En su honor se han denominado la Avenida Ricardo Balbín (ex Avenida del Tejar, en la Ciudad de Buenos Aires) y la autopista «Doctor Ricardo Balbín» (llamada antes de 2004 Ruta Nacional 1).

## Biografía
Nació en Buenos Aires el 29 de julio de 1904, siendo sus padres Cipriano Balbín y Encarnación Morales Pulido.
En 1922, al cumplir 18 años se afilió a la Unión Cívica Radical y se mudó a la ciudad de La Plata, donde el clima de movilización estudiantil lo impulsó a inscribirse en la Facultad de Derecho de la Universidad Nacional de La Plata. Tras una breve y brillante carrera obtuvo, en 1927, el título de abogado pero en pocas ocasiones ejercerá la profesión ya que se dedicará de lleno a la actividad política. 

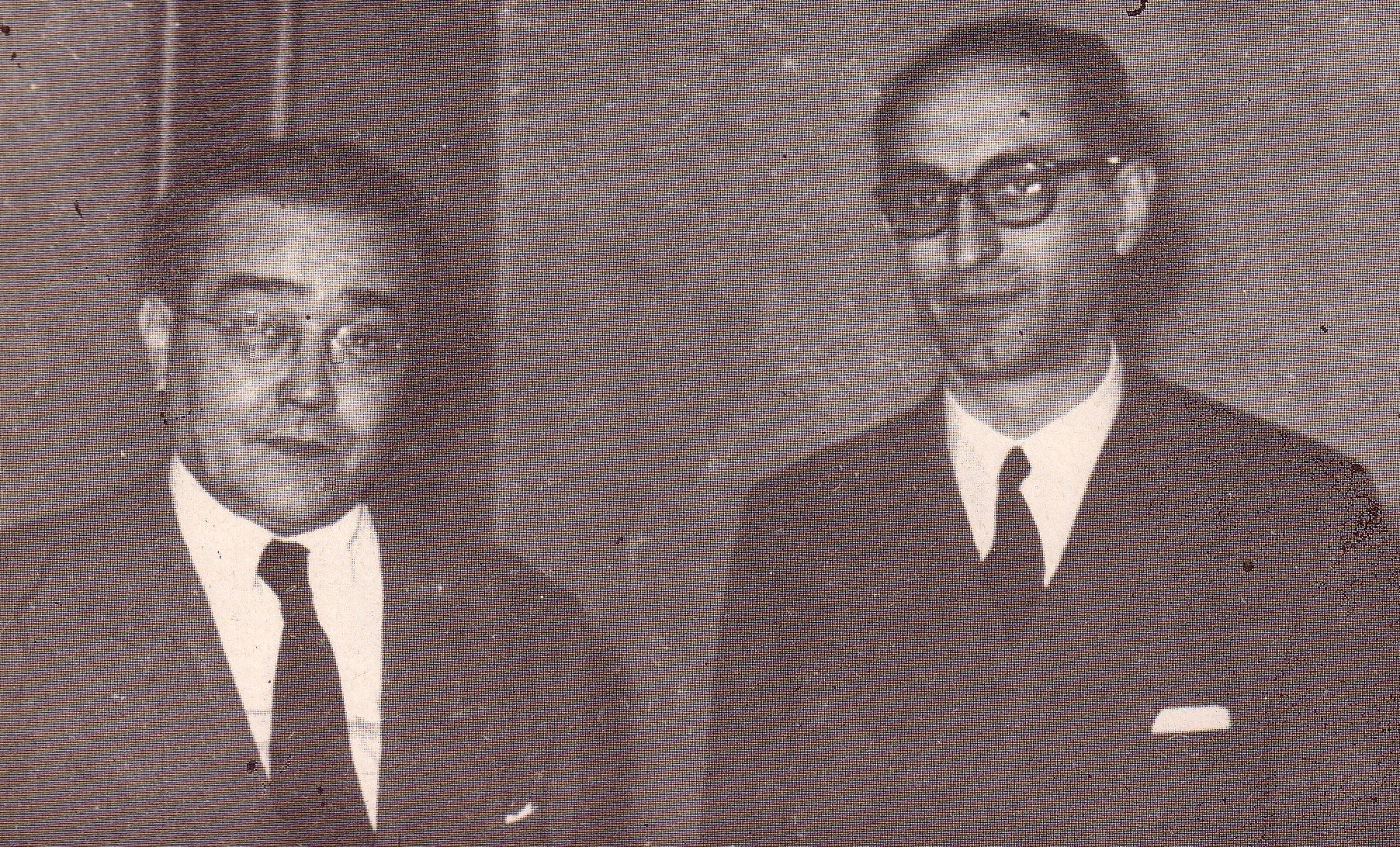
Balbín y Frondizi: referentes de la renovación del liderazgo radical en los años 1940.

En 1928 se casa con Indalia Ponzetti, con quien tendrá tres hijos: Lía Elena, Osvaldo y Enrique. Ese año, Balbín se dedicó de lleno a la campaña que llevará por segunda vez a la presidencia a Hipólito Yrigoyen, y durante ese gobierno es designado fiscal del Crimen por la intervención federal de la provincia de Mendoza.

### Carrera política
Al poco tiempo, regresó a La Plata y en 1930, año en que José Félix Uriburu derrocó a Hipólito Yrigoyen mediante un golpe de Estado, fue electo presidente del Comité de la Sección Primera de La Plata. En 1931 el gobierno de facto convocó a elecciones en la provincia de Buenos Aires y Balbín fue electo diputado provincial y Honorio Pueyrredón gobernador, sin embargo, como el triunfo radical no estaba en los planes de la dictadura de Uriburu las elecciones fueron anuladas.
Durante los años 1930 Balbín desarrolló una intensa actividad política en contra del fraude y en 1940 es electo de nuevo diputado provincial. Sin embargo, renunció a su banca en repudio al fraude escandaloso que caracterizaron a esos comicios. En 1945, en concomitancia con el liderazgo intransigente del cordobés Amadeo Sabattini, participó en la fundación del Movimiento de Intransigencia y Renovación (MIR) junto a Arturo Frondizi, Crisólogo Larralde, Oscar Alende, Moisés Lebensohn, y otros dirigentes.

### Diputado

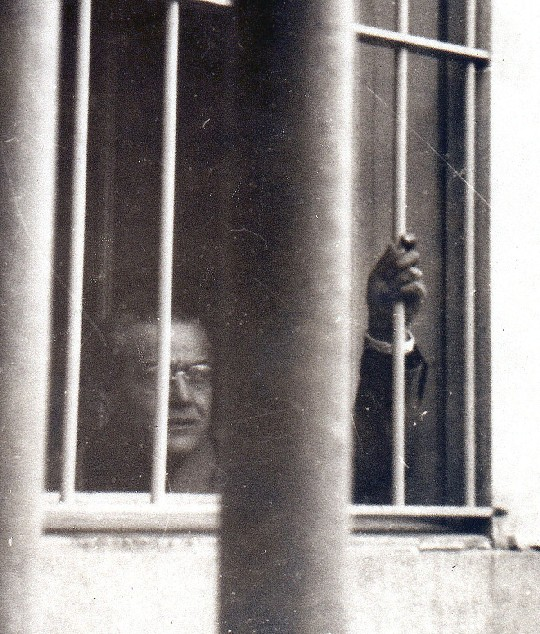
Balbín en prisión (año 1950).

En 1946 es electo diputado nacional y preside el llamado "Bloque de los 44". En 1949 fue expulsado del Congreso y encarcelado en el penal de Olmos, en La Plata por orden del juez federal de Santa Fe, Alejandro Ferraronz, que le había iniciado una causa por desacato al presidente de la Nación.
En 1950 se postuló como candidato a Gobernador de la provincia de Buenos Aires. Otra vez fue encarcelado, el día de los comicios. A fines de ese año, el presidente Juan Perón lo indultó, sin embargo Balbín rechazó la medida debido a que el proceso penal aún no había producido sentencia. Fue condenado a cinco años de prisión por desacato.

### Elecciones de 1951
Ya en libertad, la Convención Nacional de la UCR lo eligió candidato a presidente de la Nación, en 1951, acompañado por Arturo Frondizi como candidato a vicepresidente, elección en que se impuso de nuevo Perón, y en 1954 de nuevo fue encarcelado.
En 1955 el gobierno peronista fue depuesto por el golpe conocido como Revolución Libertadora. Derrocado el peronismo, las diferencias internas entre los tres grandes sectores internos del radicalismo -el MIR, el Movimiento de Intransigencia Nacional (MIN, sabbatinista) y el unionismo- se ahondaron. Frondizi, que había llegado a la presidencia del Comité Nacional de la UCR en 1954, se disponía llegar a la Presidencia de la Nación.

### Elecciones de 1958

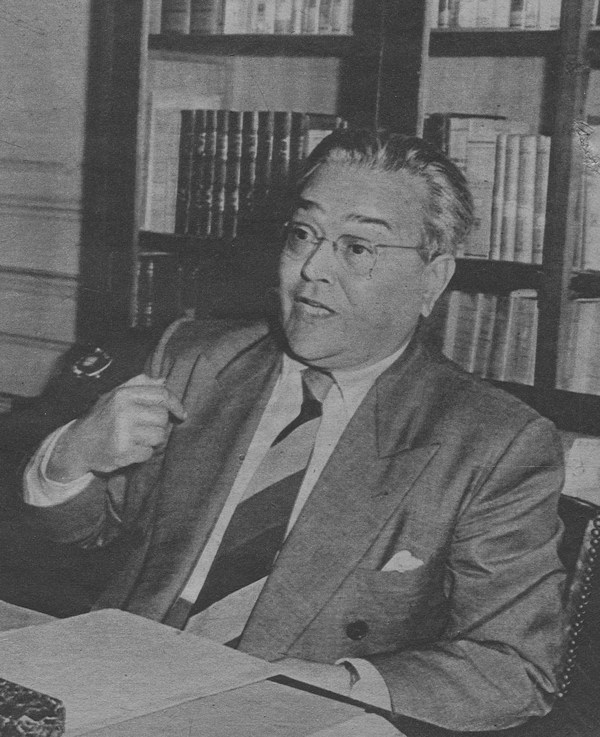
Ricardo Balbín en 1956.

Tras la ruptura entre Frondizi y el unionismo y el sabbatinismo, el MIR se fracturó, se dividió el radicalismo en 1957 entre Unión Cívica Radical Intransigente (UCRI) que había proclamado las candidaturas de Frondizi y Alejandro Gómez, y la Unión Cívica Radical del Pueblo (UCRP) cuyo primer comité nacional presidió Crisólogo Larralde y llevó como candidato a la presidencia de la Nación a Balbín, quien es electo candidato a presidente para las elecciones de 1958, acompañado por el exgobernador de Córdoba Santiago del Castillo como candidato a vicepresidente.
Triunfó Frondizi con el apoyo de los votos que aún respondían a Perón, ante la proscripción de su fuerza política.
En 1959 Balbín fue electo presidente del Comité Nacional de la UCRP, marcando una dura oposición al gobierno de Frondizi, al que juzgaba como apartado de los idearios del radicalismo. Desde la UCRP se impulsaba la figura de Crisólogo Larralde, cuyo prestigio podría reunificar al radicalismo. Candidato a gobernador de la Provincia de Buenos Aires para las elecciones en marzo de 1962, Larralde murió durante la campaña y el Radicalismo del Pueblo obtuvo el tercer lugar. 

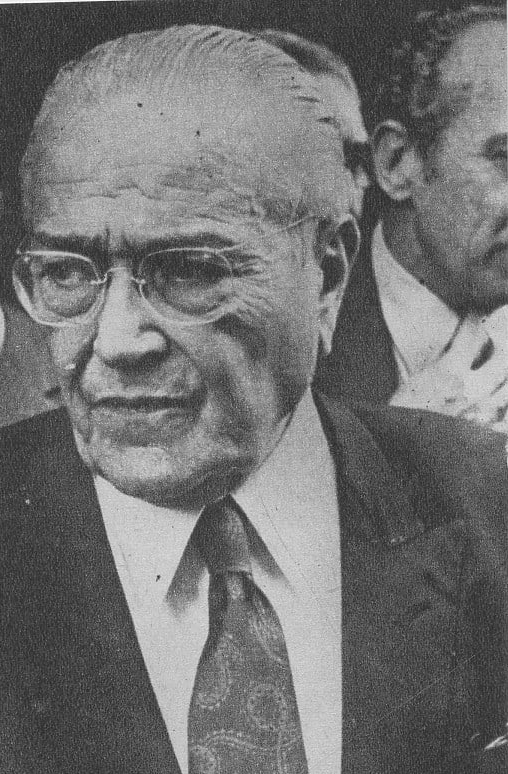
Balbín en 1973. Revista "Redacción".

Tras el derrocamiento de Frondizi, Balbín impulsó la candidatura de Arturo Illia -gobernador electo de Córdoba en 1962- para las elecciones de julio de 1963, siendo electo presidente de la Nación junto a Carlos Perette como vicepresidente. Balbín no pudo evitar desde el partido el progresivo aislamiento del gobierno radical, acosado por el sindicalismo peronista y las corporaciones económicas, que propiciaron el golpe de Estado de junio de 1966 que encabezó el general Juan Carlos Onganía. Balbín dirá, en una autocrítica, «el pueblo no sabía qué estábamos haciendo los radicales».

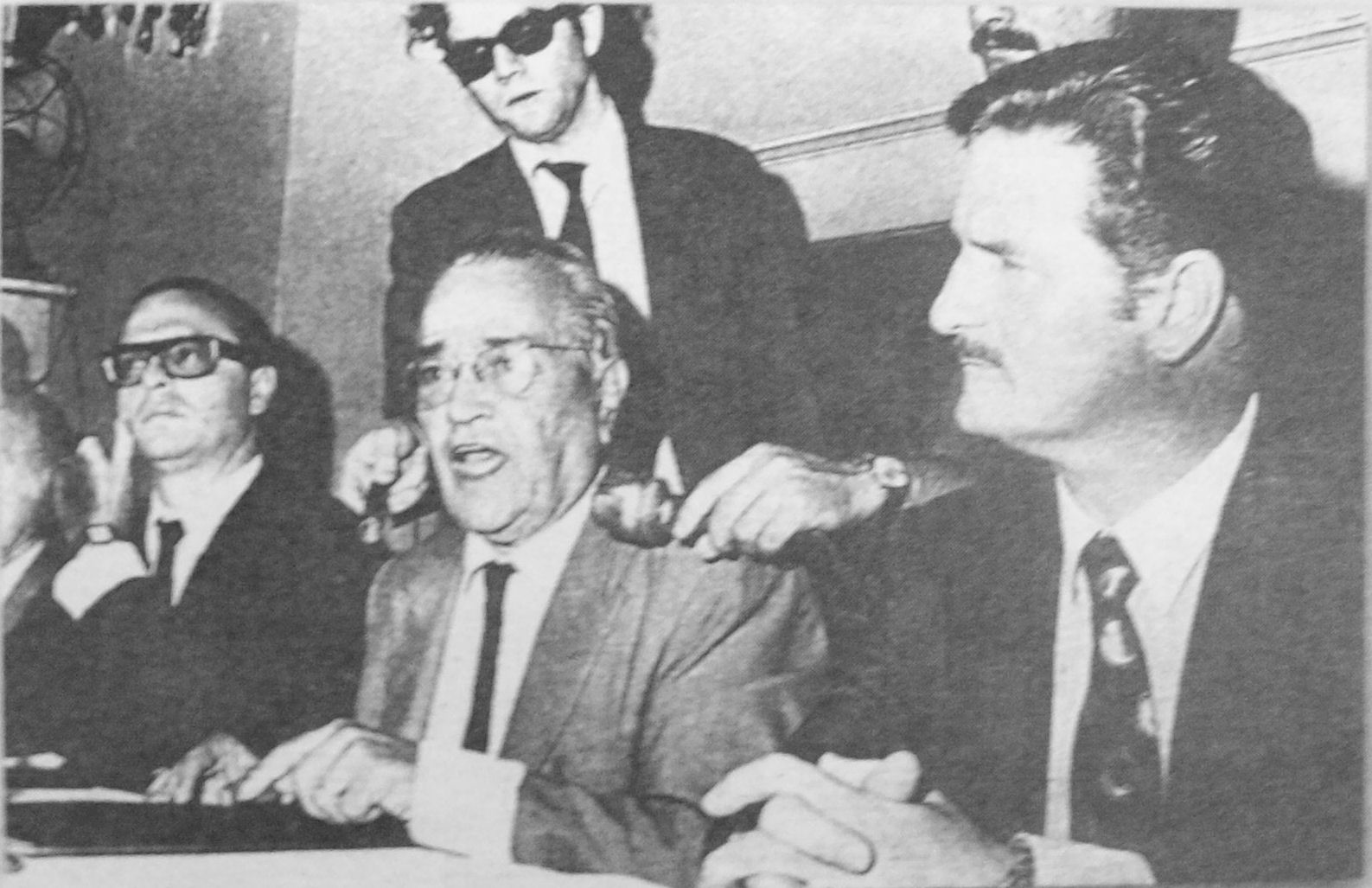
Ricardo Balbín junto al delegado de Perón Jorge Daniel Paladino, en una reunión de La Hora del Pueblo, significó la primera vez que el radicalismo y peronismo se aliaron para unir fuerzas contra la dictadura militar.

#### La Hora del Pueblo
En ese período, Balbín impulsó junto a otros partidos políticos, entre los que se contaba el peronismo, el socialismo y el conservadurismo popular, La Hora del Pueblo, iniciativa que reclama un retorno a la legalidad y que se manifiesta mediante un documento titulado Sin solución política es impensable una solución económica.
En 1972 Balbín fundó la corriente interna Línea Nacional y luego de derrotar en las elecciones internas a Raúl Alfonsín, de nuevo fue candidato a presidente, acompañado en la fórmula por Eduardo Gamond. A fines de ese año, Perón retornó por un mes al país y se reunió con Balbín, ocasión en que los dos líderes se comprometían a zanjar diferencias históricas y preservar la unidad de las fuerzas populares. El 11 de marzo de 1973 de nuevo se impondría el peronismo con la fórmula Héctor Cámpora - Vicente Solano Lima.

### Elecciones de 1973
A mediados de 1973, y tras el regreso definitivo de Perón a la Argentina, el gobierno renuncia y se convoca de nuevo a elecciones, ocasión en que Balbín representaría por última vez a su partido como candidato presidencial, esta vez acompañado por Fernando de la Rúa. Perón se impuso en los comicios acompañado por su esposa, María Estela Martínez como vicepresidente.

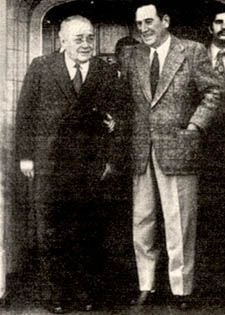
El histórico abrazo de Balbín y Perón en Buenos Aires, 1972.

El 1 de julio de 1974 muere Perón y Balbín le dedica una sentida despedida, aunque alrededor de esta fecha fue cuando más cerca estuvo de llegar a la presidencia, según cuenta Gustavo Caraballo y por deseo del mismo Perón. Durante 1975 y principios de 1976 los esfuerzos de Balbín estuvieron empeñados en evitar un golpe militar, pero el 24 de marzo de 1976, con el derrocamiento de la presidenta María Estela Martínez comienza la dictadura cívico- militar autodenominada Proceso de Reorganización Nacional.
Durante los meses anteriores al golpe del Proceso de Reorganización Nacional, Balbín recibió críticas por intentar llegar a elecciones:

"A las elecciones con muletas", dejó escapar, en alguna ocasión, el líder radical [Ricardo Balbín]. No interesa cuál sea el precio, no importan las consecuencias ni el estado de la República. Lo importante es llegar... Quizás porque subyugado con aquellas palabras de Almafuerte supone «curables» los males argentinos cinco minutos antes que muera la República? ¡Qué increíble ceguera! No cabría pensar, mejor, con el egregio Lugones, que otra vez la «hora de espada» se cierne insoslayable, para bien del mundo?
Artículo en el diario La Nueva Provincia, del 21 de febrero de 1976.

Años después, en el alegato final del juicio que se le seguía en Córdoba, junto con Luciano Benjamín Menéndez por delitos de lesa humanidad, el Jorge Rafael Videla afirmó que Ricardo Balbín le habría pedido que las Fuerzas Armadas perpetraran el golpe de Estado «cuanto antes» y que derrocara al Gobierno constitucional. El presidente de la Unión Cívica Radical (UCR), Ernesto Sanz, negó esas acusaciones sobre Balbín, que había fallecido años antes, y las calificó como una "perversidad fenomenal".

### Su actividad durante la dictadura de 1976
El 24 de marzo de 1976 tomó el poder una dictadura que estableció un régimen de terrorismo de Estado que causó miles de desaparecidos, torturados y exiliados. La actividad pública de los partidos políticos fue suspendida.
Balbín negó que existieran desaparecidos que estuvieran vivos en centros clandestinos de detención. En 1977 expresó (algunas fuentes sostienen que en respuesta a una madre de Plaza de Mayo y otras sostienen que le respondió a un periodista extranjero):

Usted ocúpese de los muertos, que a mí me duelen, pero yo me ocupo de los vivos, para que no mueran.
Ricardo Balbín.

En 1980 reiteró su postura en declaraciones a un diario español: 

Creo que no hay desaparecidos, creo que están muertos, aunque no he visto el certificado de defunción de ninguno.
Ricardo Balbín

Las organizaciones de derechos humanos criticaron la posición de Balbín ante la violación masiva de los derechos humanos y su falta de compromiso para esclarecer el destino de los desaparecidos.
El dirigente radical Luis Brasesco ―abogado defensor de presos políticos durante los años setenta― ha justificado los contactos de Balbín con los militares de la dictadura sosteniendo que tenían como fin salvaguardar las vidas de militantes de la Juventud Radical y Franja Morada y que expresaba esa intención diciendo que de su silencio dependían vidas.
También en el tema del conflicto por las islas Picton, Nueva y Lennox tenía paradójicas coincidencias con el discurso de los «duros» del Ejército y la Marina:

"Históricamente, la Argentina ha sido excesivamente generosa en sus planteos de límites y ha regalado mucho territorio; de lo que se trata ahora es de saber si los chilenos pueden haber avanzado tanto como para que el Pacífico se transforme en Atlántico. Nosotros estamos aquí para decirles que no ... Argentina, desgraciadamente, no puede retroceder, está en el límite de sus viejas tolerancias y alguna vez habrá que decir que no, y esta vez lo hemos dicho, porque no podemos caernos al mar".
Ricardo Balbín.

En 1980 ya con su salud bastante deteriorada impulsó el lanzamiento de la Convocatoria Multipartidaria, una coordinación de los partidos democráticos más importantes que abrió camino a la democratización del país. El 9 de septiembre de 1981 falleció en La Plata. Su entierro se convirtió en un acto político multitudinario pese a estar prohibidas las manifestaciones políticas.

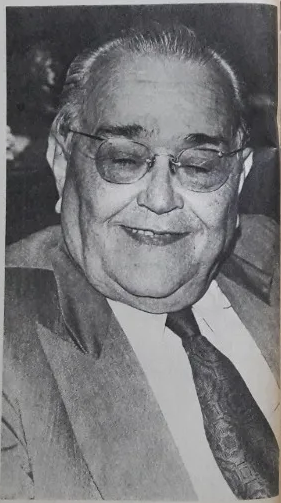
Balbín en 1974.

### Legado
Su hijo Osvaldo Balbín que era de profesión médico cirujano siempre fue un activo militante en el radicalismo y llegó a ser intendente de Salliqueló (1983-1986) en la recuperación de la democracia hasta su fallecimiento en 1986. Su nieto Emiliano Balbín hijo de Osvaldo llegó a ser Diputado de la Provincia de Buenos Aires entre 2017-2021, logró su reelección en 2021 con periodo hasta 2025.
Su ahijado es el exministro de Defensa (1999-2001) y Economía (2001) durante el gobierno de Fernando de la Rúa y diputado nacional (2021-actualidad), Ricardo López Murphy.